# Casa del Canal (Zaragoza)

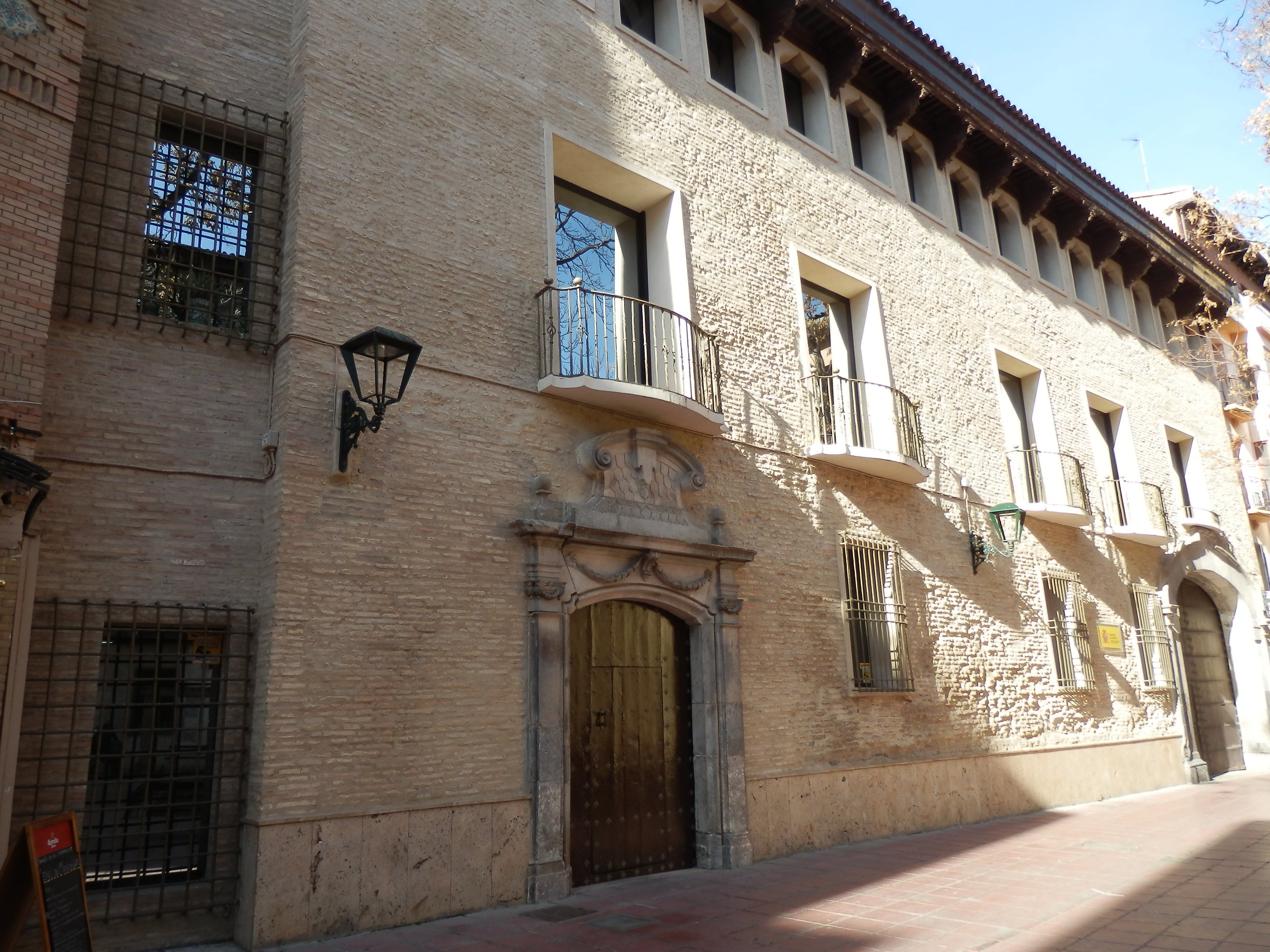
Fachada

La Casa del Canal o de los Tarín, sita en la calle de Santa Cruz números 17 y 19 de Zaragoza (España) es un edificio que en origen fue un palacio renacentista del siglo XVI y que sirvió de vivienda para los Justicias de Aragón, Juan y Esteban Gil Tarín, y del que sólo se conserva el alero de madera que remata la fachada principal.

## Reseña
En su origen la casa fue de la familia Tarín que contó con miembros como los Justicias de Aragón, Juan y Esteban Gil Tarín.
En el siglo XVII pasó a ser propiedad de Juan Bernardino de Torrellas y Bardají, Conde de Fuentes y Castell Florite. En su testamento de 1696 la dejó al Hospital General Nuestra Señora de Gracia. En 1765 se enajenó a Francisco Domeyzan, tesorero de la Bula de la Santa Cruzada, que la restauró y la dividió en dos. Más tarde la vendió al Barón de Espés. Tras varias ventas, en 1818 salió a subasta y la adquirió el Canal Imperial de Aragón para sus oficinas.
Su estructura, tanto interior como exterior, fue profundamente transformada entre los siglos XVII y XIX para adaptarse a sus sucesivos usos, entre los que destaca su papel como sede del Tribunal de la Inquisición y de la Dirección del Canal Imperial de Aragón. Consta de sótano y 3 plantas. Está rematada en alero. Interiormente el espacio se distribuye en torno a un patio central de dos alturas, reformado en el siglo XVII, con amplia escalera cubierta por cúpula con linterna. La fachada está realizada en sillería de piedra y ladrillo zaboyado. El alero de cabezales lobulados y cañuelas es de comienzos del siglo XVI. Los vanos de la planta baja y principal corresponden a reformas de los siglos XVII y XVIII.
En el piso inferior se observan dos accesos, el de la izquierda se abre en arco escarzano flanqueado por pilastras de capitel compuesto por guirnaldas, que sostienen un entablamento y un frontón curvo con el tímpano imbricado. El de la derecha, sin embargo, se abre en sencillo arco rebajado dovelado. Ambas están realizadas en piedra. Fue usado para entrada de carruajes. En la planta principal se conservan carpinterías originales, una techumbre de madera y el antiguo oratorio.
En la casa se ubicó la Sociedad de Amigos El Cachirulo y, actualmente, es propiedad del Departamento de Carreteras del Estado en Aragón y del Ministerio de Fomento.

## Catalogación
Por Resolución de 28 de mayo de 1984 de la Dirección General de Cultura y Educación de la Diputación General de Aragón, publicada en el Boletín Oficial de Aragón de 19 de junio de 1984, se inició expediente para la declaración de la Casa del Canal o de los Tarín como Monumento Histórico-Artístico. La Ley 16/1985, de 25 de junio, del Patrimonio Histórico Español, modificó la denominación de esta categoría por la de Bienes de Interés Cultural a través de su Disposición Adicional Primera.
El 22 de marzo de 2002 el Gobierno de Aragón publicó un decreto en el que declaró Bien de Interés Cultural, en la categoría de Monumento, la denominada Casa del Canal o de los Tarín, edificio sito en la Calle de Santa Cruz números 17 y 19 en Zaragoza.
Es Bien de Interés Cultural con número RI-51-0010955.